# Каддо-Веллі (Арканзас)
Каддо-Веллі (англ. Caddo Valley) — місто (англ. town) в США, в окрузі Кларк штату Арканзас. Населення — 595 осіб (2020).

## Географія
Каддо-Веллі розташоване за координатами 34°10′51″ пн. ш. 93°5′5″ зх. д. / 34.18083° пн. ш. 93.08472° зх. д. (34.180793, -93.084749).  За даними Бюро перепису населення США в 2010 році місто мало площу 7,63 км², з яких 7,60 км² — суходіл та 0,03 км² — водойми.

## Демографія
Згідно з переписом 2010 року, у місті мешкало 635 осіб у 261 домогосподарстві у складі 176 родин. Густота населення становила 83 особи/км².  Було 320 помешкань (42/км²). 
Расовий склад населення:
| - 79,2 % — білих - 15,9 % — чорних або афроамериканців - 0,9 % — корінних американців - 0,3 % — азіатів - 0,2 % — вихідців з тихоокеанських островів |

До двох чи більше рас належало 3,0 %. Іспаномовні складали 2,8 % від усіх жителів.
За віковим діапазоном населення розподілялося таким чином: 25,7 % — особи молодші 18 років, 63,1 % — особи у віці 18—64 років, 11,2 % — особи у віці 65 років та старші. Медіана віку мешканця становила 32,9 року. На 100 осіб жіночої статі у місті припадало 99,1 чоловіків;  на 100 жінок у віці від 18 років та старших — 88,0 чоловіків також старших 18 років.
Середній дохід на одне домашнє господарство  становив 46 721 долар США (медіана — 42 105), а середній дохід на одну сім'ю — 52 182 долари (медіана — 50 139). Медіана доходів становила 37 829 доларів для чоловіків та 28 125 доларів для жінок. За межею бідності перебувало 17,0 % осіб, у тому числі 20,9 % дітей у віці до 18 років та 7,5 % осіб у віці 65 років та старших.
Цивільне працевлаштоване населення становило 310 осіб. Основні галузі зайнятості: освіта, охорона здоров'я та соціальна допомога — 25,2 %, мистецтво, розваги та відпочинок — 17,4 %, роздрібна торгівля — 14,8 %.